# Dale J. Stephens
Dale Jasper Stephens je americký podnikatel, řečník a spisovatel, známý mj. jako jeden z prvních 24 příjemců stipendijního programu Thiel Fellowship, který dává 100 000 dolarů vybraným studentům na odchod ze školy a podporuje tak jejich seberozvoj. Stephensovou hlavní iniciativou je založení sociálního hnutí UnCollege, jehož cílem je změnit názor, že jediná cesta k úspěchu vede přes získání titulu na vysoké škole.

## Život
Stephens sám sebe popisuje jako „odpadlíka“ ze základní školy, protože byl po většinu dětství vyučován doma. Sebeřízené učení z domova, je forma výuky, která klade důraz na reálný svět zkušeností a vybírání předmětů studenty. Zatímco jeho vrstevníci navštěvovali základní a střední školu, Stephens chodil do kurzů na vysokých školách, zakládal podniky, žil ve Francii, pracoval na politických kampaních a pomohl vybudovat knihovnu. V 17 letech tweetnul zakladateli firmy Cal Carpenter, což mu přineslo jednu z prvních stáží.
Stephens krátce navštěvoval Hendrix College v Arkansasu, ale školy zanechal ještě před dokončením druhého semestru, protože jej frustrovala. Například fakt, že vysoká škola „odměňuje“ spíše přizpůsobování se než nezávislost, soutěžení než spolupráci, biflování faktů než opravdové učení a teoretizování než praxi.

## Thiel Fellowship
V roce 2010 Stephens požádal o přijetí do Thiel Fellowship programu. Jeho zakladatel, Peter Thiel, uděluje vybraným stipendistům 100 000 $, aby mohli odejít z vysoké školy a plně se soustředit na dvouleté rozvíjení svých cílů. Stephens se nejprve přihlásil s návrhem rozpočtu transatlantických letů s tím, že už měl uzavřené smlouvy se společnostmi Boeing, Southwest Airlines a s několika dalšími leteckými společnostmi. Byl však přijat jako vzdělávací futurista díky své webové stránce UnCollege. Thielovu stipendiu přiznává zásluhu na mnoha ze svých nedávných úspěchů – včetně vydané knihy (Vzdělávejte se po svém) a ohromné pozornosti médií.

## UnCollege
V únoru roku 2011 Stephens založil webové stránky UnCollege. Jedná se o iniciativu, která poskytuje zdroje studentům, kteří se chtějí vzdělávat mimo oblast tradičního vysokého školství. Stránka je inspirovaná Stephensovou minulostí spojenou s domácím vyučování (tzv. unschooling) a jeho frustracemi z vysoké školy. Stephens říká, že jeho cílem není zničit vysoké školy, ale podpořit mladé lidí k tomu, aby zvážili náklady obětované na získání titulu.
Na stránce naleznete také speciální program Gap Year, jehož cílem je:
- Naučit se učit.
- Najít mentory.
- Chodit na jídlo se zajímavými lidmi, především leadery a podnikateli.
- Naučit se žít 3 měsíce v zahraničí a vytěžit z toho maximum.
- Zlepšit své dovednosti.
- Vytvořit si vlastní stránku a budovat svou digitální identitu.
- Vytvořit si portfolio své práce.
- Najít stáž nebo práci.[9]

V České republice se touto iniciativou nechal inspirovat projekt Semestr mimo školu Archivováno 9. 3. 2014 na Wayback Machine., který se snaží dovést mladé k životní změně: pomocí mentoringu, workshopů, diskuze, praxe a idey sebeřízeného vzdělávání.

### Myšlenky, ze kterých UnCollage vychází
Hnutí UnCollege je postaveno na těchto principech:
- Mnoho lidí na vysoké škole platí příliš mnoho a přitom se naučí příliš málo.
- Vzdělání můžete získat kdekoliv. Ale budete muset přestat jen plánovat a začít dělat opravdové věci.
- Abyste mohli přežít ve světě, ve kterém je 50 % populace mladší 30 let, budete potřebovat vynikající vzdělání.
- Předměty vyučované v tradičních univerzitách jsou často vyumělkované, teoretické a nedůležité, podporují spíše přizpůsobení se a biflování faktů namísto inovací a opravdového učení.
- O tom, co chcete se svým životem dělat, se nemusíte rozhodovat ve věku 18 let.
- Můžete přispět společnosti, aniž byste nutně museli mít vysokoškolské vzdělání.
- Nesmíte spoléhat na to, že vám vysoká škola poskytne kompletní a relevantní vzdělání. Profesoři jsou často více zaujati výzkumem než vyučováním.
- Chcete-li získat nezbytné dovednosti k úspěchu, musíte své vzdělávání vzít do vlastních rukou.

Hnutí UnCollege se domnívá, že vysoké školy samy o sobě jsou velmi prospěšné, avšak potřebují významné změny, jelikož:
- Školné se zvyšuje dvojnásobkem míry inflace.
- Studenti se jen učí, ale nevzdělávají se.
- Studenti na sebe kvůli financování svého vzdělání uvalují vysoké dluhy.[3]

Na stránkách UnCollege je také k dispozici Manifest UnCollege, což je 25stránkový dokument napsaný Stephensem, zabývající se tématy jako „Hodnota (či její nedostatek) vysokoškolského titulu“ nebo „Dvanáct kroků k sebeřízenému vzdělávání“. V neposlední řadě stránky propojují studenty s mentory.

## Kniha
V roce 2013 Stephens vydal knihu Hacking Your Education, která vyšla i v češtině pod názvem Vzdělávejte se po svém. Kniha je ambiciźním průvodcem k získání dovedností mimo školu a předestření myšlení tzv. hackademika.

## Ohlas
Časopis Splashlife Dalea Stephense jmenoval jako jednoho ze top 30 lidí pod 30 v sekci Titáni sociálních médií. Vystupoval na mnoha přednáškách včetně TEDx akcí, hlavních zpravodajských sítí jako NBC Universal a The New York Times. Také se účastnil diskuze o vzdělávání na konferenci TED 2012 společně s Vivekou Wadhwaem a Esther Wójcickiovou. O Stephensovi mluvila celosvětová média jako je CNN, The New York Times, The Asia Times, ABC, Fast Company, Mashable, NPR, CBS, Inc., TechCrunch a The Huffington Post.